# 李惠利故居
李惠利故居是中国浙江省宁波市一处近代民居，位于今鄞州区钟公庙街道铜盆闸村李四堰，为香港企业家李惠利先生的故居。故居始建于清末，有民国特征，坐北朝南，合院式结构，占地574.3平方米。2008年鄞州区第三次全国文物普查队发现此建筑，2010年11月被列入鄞州区文物保护单位。2017年因被检测为D级危房，鄞州区文物保护部门对其进行了迁移保护工程。